# Sijunjung
Sijunjung là một huyện (kabupaten) thuộc tỉnh Tây Sumatra, Indonesia. Huyện lỵ đóng ở. Huyện có diện tích 3100 km2, sân số theo điều tra năm 2004 là 178.204 người.

## Các đơn vị hành chính
Huyện gồm có phó huyện hành chính (kecamatan) sau: